# Шпак Любов Олександрівна
Любов Олександрівна Шпак (нар. 19 липня 1980, м. Київ) — український політик, народний депутат України 9-го скликання.

## Життєпис
Закінчила Черкаський державний технологічний університет. Доктор економічних наук.
Ректор у Східноєвропейському університеті економіки та менеджменту. За час роботи працювала в університеті викладачем, доцентом, завідувачем кафедри фінансів, директором інституту економіки, першим проректором та ректором.

## Політична діяльність
Кандидат у народні депутати від партії «Слуга народу» на парламентських виборах 2019 р. (виборчий округ № 194, Придніпровський район, частина Соснівського району м. Черкас). На час виборів: безпартійна, проживає в м. Черкасах.
У листопаді 2019 року не брала участь в голосуваннях Ради і значилася відсутньою під час усіх голосувань.
Член Комітету Верховної Ради України з питань бюджету, голова підкомітету з питань оцінки законопроєктів щодо впливу на показники бюджету та відповідності бюджетному законодавству.
22 Липня 2025 року проголосувала за проєкт закону 12414, що обмежує Національне антикорупційне бюро України та Спеціалізовану антикорупційну прокуратуру. Закон викликав хвилю антикорупційних протестів.